# Hill Deverill
Hill Deverill är en by i civil parish Longbridge Deverill, i distriktet Wiltshire, i grevskapet Wiltshire, i England. Byn är belägen 5 km från Warminster. Hill Deverill var en civil parish fram till 1934 när blev den en del av Longbridge Deverill. Civil parish hade 74 invånare år 1931. Byn nämndes i Domedagsboken (Domesday Book) år 1086, och kallades då Devrel.